# Ana Maria Savu
Ana Maria Dragut (født 24. februar 1990 i Darabani) er en rumænsk håndboldspiller, som spiller for SCM Râmnicu Vâlcea og Rumæniens kvindehåndboldlandshold.